# Bitnation
 Bitnation — компания, называющая себя первым в мире «электронным государством», работающим на базе технологии блокчейн. Предоставляет клиентам ряд услуг, характерных для традиционных государств, таких как: удостоверение личности, подтверждение значимых событий (нотариат). Среди прочих, есть сервисы кредитная история, страхование и др..
Проект был запущен 14 июля 2014 года. Основатель — Сюзанна Темпельхоф (Susanne Tarkowski Tempelhof), к которой вскоре присоединился Рик Фальквинге, — основатель Пиратской партии. 5 октября того же года в рамках Bitnation был зарегистрирован первый блокчейн-брак. В апреле 2015 года, было выдано первое кадастровое свидетельство и первое свидетельство о рождении.